# Шульман, Лев Исаевич
Лев Исаевич Шульман (20 июня 1921, Тула — 13 декабря 2002, Москва) — советский инженер, конструктор вооружений.

## Биография
В 1937 году поступил в Московский энергетический институт на первый набор спецфакультета (радиолокация). 13 августа 1941 года мобилизован в РККА и направлен на учёбу на отдельный военный факультет связи Красной Армии при Московском институте инженеров связи, который окончил в марте 1942 года. Был назначен начальником связи 21-й бригады ВДВ.
В 1943 году при десантировании на Малую землю получил тяжёлую контузию, после излечения служил в 7-м учебном полку ВДВ (Звенигород). Демобилизовался 5 августа 1945 года. Вернулся в МЭИ на 5 курс и параллельно с учёбой вёл практические занятия со студентами.
В 1946 году направлен в теоретический отдел по радиолокации НИИ-20 Министерства вооружений: инженер, старший инженер.
С марта 1952 по 2002 год работал в ОКБ Лианозовского электромеханического завода: заместитель главного конструктора, начальник лаборатории, начальник отдела, главный специалист.
Главный конструктор РЛС «Казбек-1», обнаружителей низколетящих целей, обнаружителя полёта ракет, подвижного радиовысотомера ПРВ-9 (1РЛ19) и автомобильной модификации ПРВ-9А, и др.
Похоронен на Донском кладбище.

## Награды
- Государственная премия СССР 1981 года.
- Награждён орденом Отечественной войны II степени (1985), орденом Почёта (1997), медалью «За победу над Германией в Великой Отечественной войне 1941–1945 гг.».